# Xã Bay de Noc, Michigan
Xã Bay de Noc (tiếng Anh: Bay de Noc Township) là một xã thuộc quận Delta, tiểu bang Michigan, Hoa Kỳ. Năm 2010, dân số của xã này là 305 người.